# Skinningeholmssjön
Skinningeholmssjön är en sjö i Örkelljunga kommun i Skåne och ingår i Rönne ås huvudavrinningsområde. Sjön har en area på 0,0775 kvadratkilometer och ligger 101,3 meter över havet.

## Delavrinningsområde
Skinningeholmssjön ingår i det delavrinningsområde (624245-134628) som SMHI kallar för Inloppet i Hjälmsjön. Medelhöjden är 119 meter över havet och ytan är 46,25 kvadratkilometer. Det finns inga avrinningsområden uppströms utan avrinningsområdet är högsta punkten. Pinnån som avvattnar avrinningsområdet har biflödesordning 2, vilket innebär att vattnet flödar genom totalt 2 vattendrag innan det når havet efter 50 kilometer. Avrinningsområdet består mestadels av skog (65 %). Avrinningsområdet har 0,45 kvadratkilometer vattenytor vilket ger det en sjöprocent på 1 %. Bebyggelsen i området täcker en yta av 1,29 kvadratkilometer eller 3 % av avrinningsområdet.